# 八幡浜警察署
八幡浜警察署（やわたはまけいさつしょ）は、愛媛県警察が管轄する警察署の一つである。

## 所在地
- 愛媛県八幡浜市広瀬二丁目1番5号

## 管轄区域
- 八幡浜市
- 西宇和郡伊方町

## 沿革
- 1948年(昭和23年)、警察法制定により、「西宇和地区警察署」と「八幡浜市警察署」に分離される。
- 1954年(昭和29年)、警察法改正により愛媛県八幡浜警察署となる。

## 内部組織
- 警務課 - 警務係、被害者支援係、警察相談係、留置係
- 会計課 - 会計係
- 生活安全課 - 生活安全係、申請許可係、少年係、警察相談係
- 地域課 - 地域係、通信指令係、地域指導係、自動車警ら係
- 刑事課 - 指導係、捜査係、鑑識係
- 交通課 - 指導係、交通係、交通機動係
- 警備課 - 警備係

## 交番
（ ）の中は所在地
- みなと交番（八幡浜市沖新田1581番21）
- 保内交番（八幡浜市保内町宮内1番耕地264番地1）

## 駐在所
（ ）の中は所在地
- 千丈駐在所（八幡浜市郷）
- 双岩駐在所（八幡浜市若山3番耕地596番地1）
- 真穴駐在所（八幡浜市穴井1番耕地11番地9）
- 磯津駐在所（八幡浜市保内町磯崎1238番地1）
- 伊方駐在所（西宇和郡伊方町湊浦854番地4）
- 町見駐在所（西宇和郡伊方町九町1番耕地1803番地1）
- 瀬戸駐在所（西宇和郡伊方町三机乙2810番地3）
- 三崎駐在所（西宇和郡伊方町三崎1700番19）

## 警察官連絡所
（ ）の中は所在地
- 駅前警察官連絡所（八幡浜市江戸岡1丁目11番2号）
- 白浜警察官連絡所（八幡浜市向灘229番地）
- 川上警察官連絡所（八幡浜市川上町川名津甲968番地1）
- 四ツ浜警察官連絡所（西宇和郡伊方町大久1138番地1）
- 串警察官連絡所（西宇和郡伊方町） - 令和3年12月3日に廃止